# Scheraggio
Lo Scheraggio o Schiaraggio era un fossato un tempo esistente nella città di Firenze.

## Storia
La prima cerchia di mura, così come la gran parte delle successive, era circondata da fossati. In particolare il tratto che correva lungo le attuali via del Proconsolo, via dei Leoni, via dei Castellani era detto fosso di "schiaraggio", probabilmente perché utilizzato per sciacquare i panni. Il fossato lambiva il castello d'Altafronte prima di gettarsi in Arno.
Con lo spostamento delle mura il fosso divenne una sorta di gora o fognatura, che venne poi interrata, ma se ne mantenne la memoria perché aveva finito per dare il nome alla chiesa di San Pier Scheraggio. Durante gli scavi che hanno interessato i sotterranei di palazzo Vecchio presso la via dei Leoni sono stati ritrovati ciottoli compatibili con la presenza del corso d'acqua.